# Droga krajowa B410 (Niemcy)
Droga krajowa 410 (Bundesstraße 410, B 410) – niemiecka droga krajowa przebiegająca na osi wschód - zachód, od granicy z Luksemburgiem koło Dasburgu przez Gerolstein do skrzyżowania z drogą B258 koło Hirten w Nadrenii-Palatynacie.